# Ochiul Roș
Ochiul Roș è un comune della Moldavia situato nel distretto di Anenii Noi di 477 abitanti al censimento del 2004.

## Località
Il comune è formato dall'insieme delle seguenti località (popolazione al 2004):
- Ochiul Roș (376 abitanti)
- Picus (101 abitanti)